# Sultanato di Aulaqi Superiore
Il Sultanato di Aulaqi Superiore (in arabo: سلطنة العوالق العليا Saltanat al-'Awālaq al-'Ulyā) era uno Stato del Protettorato di Aden e poi della Federazione dell'Arabia Meridionale. La sua capitale era Nisab.

## Storia
I sultani di Aulaqi Inferiore si separarono dal sultanato di Aulaqi Superiore nel XVIII secolo (nello stesso periodo divenne autonomo anche lo Sceiccato di Aulaqi Superiore). Nel tardo XIX secolo, la zona passò sotto l'influenza britannica e poi divenne una regione costituente il Protettorato di Aden. Nel giugno 1964 aderì alla Federazione dell'Arabia Meridionale.
Il sultanato fu abolito e l'ultimo sultano Sultan ibn Salih Awad Al Awlaqi deposto nel 1967, alla fondazione della Repubblica Democratica Popolare dello Yemen. L'area è ora parte dello Yemen.

## Elenco dei sultani
I regnanti portavano il titolo di Sultan al-Saltana al-`Awlaqiyya al-`Ulya.
- Munassar (.... - ....)
- Farid ibn Munassar (.... - ....)
- `Abd Allah ibn Farid (.... - 1862)
- `Awad ibn `Abd Allah (1862 - settembre 1879)
- `Abd Allah ibn `Awad (1879 - 11 dicembre 1887)
- Salih ibn `Abd Allah (dicembre 1887 - 1935)
- `Awad ibn Salih al-`Awlaqi (1935 - 29 novembre 1967)